# حرام‌زاده (مجموعه تلویزیونی)
حرام‌زاده (به آلمانی: Der Bastard) نام یک سریال آلمانی محصول سال ۱۹۸۹ در ژانر جنایی ماجراجویی و مرموز است که بازیگرانی همچون پیتر ساتمان، گودرون لاندگربه، ارنست یاکوبی و کریستیان برکل در ان نقش افرینی کردند. شایان ذکر است که این سریال در ایران با نام برنامه‌ای برای جنایت پخش می‌شد.

## داستان
پل دیوید متخصص کامپیوتر مظنون به قتل است. گویا فقط دوست و همکارش فیلیکس دنیسون که مدت سه سال همدیگر را ندیده‌اند می‌تواند به وی کمک کند. اما فیلیکس طی دو پیام مرموز یکی از طریق تلفن و دیگری از طریق کامپیوتر به پل می‌گوید که فرار کند. پل پیگیر ماجرا می‌شود و یکبار از طرف افراد ناشناس مورد حمله قرار می‌گیرد ولی جان سالم به در می‌برد. پیگیری‌های پیاپی وی فیلیکس را متقاعد می‌کند که پل را خارج شهر زیر یک درخت ملاقات کند. انجا پل در می‌یابد که فیلیکس اطلاعاتش را به باند مافیا فروخته‌است. فیلیکس به پل هشدار می‌دهد که هر چه زودتر بگریزد و بیشتر از این درگیر نشود. و همانجا پل را ترک می‌کند. همان شب فیلیکس در یک انفجار کشته می‌شود. پس از تحقیقات پل و دوست پلیسش متوجه می‌شوند که از بین شش کشته شده ان تاریخ تنها اسم پنج نفر در کامپیوتر ٍثبت شده‌است. هر چند که اسم فیلیکس بین ان پنج نفر است اما...